# Mega Dead Pixel
Mega Dead Pixel je nezávislá videohra vytvořená českým studiem About Fun a vydaná společností Chillingo. Hra vyšla 17. října 2013 pro iOS a v roce 2014 pro Android.

## Hratelnost
Hráč ovládá padající pixel a musí se vyhýbat se černým pixelům různých tvarů. Přitom sbírá bílé pixely a tím jeho pixel roste. Jakmile dosáhne jisté velikosti, tak může rozrazit některé černé pixely a tím zvýšit své skóre. To však zmenšuje jeho velikost. V určité velikosti se stane Mega Pixelem, který zničí vše co se mu dostane do cesty. Tento stav však nevydrží dlouho.
Lze také sbírat mince, za které si lze koupit různé power-upy, jako například pistole. Ty však lze koupit i za reálné peníze.

## Přijetí
| Agregátor  | Skóre        |
| ---------- | ------------ |
| Metacritic | 69/100 (iOS) |

| Udělil       | Skóre  |
| ------------ | ------ |
| Gamezebo     | 80/100 |
| Pocket Gamer | [ 2 ]  |

Hra obdržela většinou kladná až průměrná hodnocení. Byla chválena hlavně grafika, koncept a soundtrack hry. Kritiku hra obdržela pro stereotypnost, ovládání a obtížnost.
Hra byla na serveru iOS Hacker označena za nejlepší mobilní hru roku. Na jiném serveru, Cult of Mac, byla označena za jednu z nejlepších iOS her roku.